# Vliet (Zuid-Holland)
De Vliet is een kanaal in de Nederlandse provincie Zuid-Holland. De Vliet loopt van Leiden via Voorschoten naar Leidschendam-Voorburg. Het kanaal gaat vanaf de Hoornbrug in Rijswijk verder als Delftsche Vliet naar Delft. Vanaf Delft gaat het kanaal verder onder de naam Delftsche Schie die bij Rotterdam en Schiedam in de Maas uitkomt. De Vliet maakt deel uit van het Rijn-Schiekanaal. In Leidschendam (voorheen tussen Veur en Stompwijk) bevindt zich een sluis. Deze is noodzakelijk omdat de waterschappen Rijnland en Delfland een verschillend waterpeil hebben.

## Geschiedenis
In de 12e eeuw of eerder is de Vliet gegraven als ontwateringskanaal en verbinding tussen de Oude Rijn en de Schie. Korte tijd daarna legde men dwars op de Vliet nóg een kanaal aan, van Voorburg naar Den Haag. Deze Haagse Trekvliet was in 1345 klaar. Op de plaats van de sluis bij Leidschendam lag tot halverwege de 17e eeuw een overtoom. De waterschappen Rijnland en Delfland hadden een verschillend waterpeil. Daarom was de Vliet hier afgedamd en passagiers van trekschuiten moesten overstappen om hun reis te vervolgen. Zware goederen moesten worden overgeladen, waarbij stapelrecht werd geheven.

### Kilometerpalen
Langs de Vliet zijn in 1893 gietijzeren kilometerpalen geplaatst met daartussen basaltstenen hectometerblokken. Van de oorspronkelijke 24 kilometerpalen zijn er nog 10 over.

### Voorganger
De Fossa Corbulonis, een in 47 na Chr. in opdracht van veldheer Corbulo door het Romeinse leger gegraven verbinding tussen de (Oude) Rijn bij Matilo, aan de oostkant van Leiden, en vermoedelijk een vloedkreek van de Maas, namelijk de Gantel, die van Rijswijk naar Naaldwijk liep. Hierdoor was de limes, de noordgrens van het Romeinse rijk, waaraan versterkingen langs de (oude) Rijn lagen, vanaf het Castellum Matilo (Romeins fort bij Leiden) verbonden met de Maas – waar waarschijnlijk een vlootbasis bij Naaldwijk lag. Daardoor kon men de veel gevaarlijker route over zee vermijden.
Deze waterweg volgde gedeeltelijk dezelfde route als de Vliet, maar is daaraan niet identiek. Het kanaal van Corbulo was al geheel verland, toen de Vliet werd gegraven.